# Eugene Dynkin

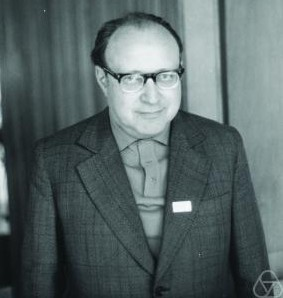
Eugene Dynkin (1976)

Eugene B. Dynkin (ursprünglich Jewgeni Borissowitsch Dynkin / russisch Евгений Борисович Дынкин; * 11. Mai 1924 in Leningrad; † 14. November 2014 in Ithaca, New York) war ein russischer Mathematiker.

## Leben
Dynkin war jüdischer Herkunft. 1935 wurde sein Vater zum „Volksfeind“ erklärt und die Familie in die Verbannung nach Kasachstan geschickt, zwei Jahre später starb der Vater im Gulag. Trotz dieser doppelten Vorbelastung (jüdische Abstammung und politische Probleme) wurde Dynkin 1940 zur Lomonossow-Universität in Moskau zugelassen, wo er sein Studium der Mathematik begann. Vom Militärdienst im Zweiten Weltkrieg blieb er wegen Augenproblemen verschont.
An der Universität konnte Dynkin sich nur durch Fürsprache von Andrei Nikolajewitsch Kolmogorow behaupten. Er besuchte u. a. Seminare bei Kolmogorow und Israel Gelfand. 1945 erhielt er sein Diplomzeugnis, arbeitete weiter unter Kolmogorow und promovierte 1948. Daraufhin wurde er Assistenzprofessor bei Kolmogorow an der Lomonossow-Universität, aber auch nach seinem Doktorgrad in Physik und Mathematik 1951, der im Westen einer Habilitation entspricht, wollte ihm die Parteileitung der Universität keine volle Professur zuteilen. Dies erfolgte erst 1954 nach Stalins Tod und erneuter starker Fürsprache Kolmogorows.
1968 musste er seine Professur an der Lomonossow-Universität aufgeben und wechselte als Leiter einer Forschungsgruppe an das Institut für Ökonomie und Mathematik der Russischen Akademie der Wissenschaften. Nachdem seine einzige Tochter bereits nach Israel gegangen war, emigrierte Dynkin dann 1976 in die USA. 1977 wurde er Professor an der Cornell-Universität in Ithaca, ab 1989 als A.-R.-Bullis-Professor für Mathematik.

## Werk
In den 1940ern begann Dynkin sein mathematisches Werk mit Arbeiten über Lie-Gruppen, für die er das Dynkin-Diagramm entwickelte, und kam dank Kolmogorow zur Wahrscheinlichkeitstheorie. In letzterer leistete er wesentliche Beiträge zur Theorie der Markow-Ketten. Während der Phase an der Akademie der Wissenschaften arbeitete er an ökonomischen Gleichgewichten und Wachstumsprozessen. In den USA kehrte er zu den Markow-Ketten zurück und verband diese mit Zufallsfeldern, partiellen Differentialgleichungen und der Quantenfeldtheorie. Die Begriffe Dynkin-System (aus der Maßtheorie), Dynkin-Diagramm (aus der Theorie der Lie-Algebren) und das Doob-Dynkin-Lemma sind mit seinem Namen verbunden. In der Darstellungstheorie ist der Dynkin-Index nach ihm benannt.
Mit Wladimir Andrejewitsch Uspenski verfasste er auch die dreibändigen Mathematische Unterhaltungen (Band 1 Mehrfarbenprobleme, Band 2 Zahlentheorie, Band 3 Irrfahrten), die auch auf Deutsch 1955 erschienen sind (VEB Verlag der Wissenschaften, Berlin).
Zu seinen Doktoranden gehören Friedrich Karpelewitsch, Alexander Adolfowitsch Juschkewitsch, Nikolai Nikolajewitsch Tschenzow, Anatoli Skorochod, Ernest Vinberg und Arkadi Onishchik.

## Ehrungen
Dynkin erhielt 1951 den Preis der Moskauer Mathematischen Gesellschaft und 1993 den Leroy P. Steele Prize der American Mathematical Society, deren Fellow er war. Er war Mitglied der American Academy of Arts and Sciences (1978), National Academy of Sciences der USA (1985), Ehrenmitglied der Moskauer Mathematischen Gesellschaft (1995). Er trug die Ehrendoktorwürden der Université Pierre et Marie Curie zu Paris (1997), der University of Warwick (2003) und der Unabhängigen Universität Moskau (2003). 1962 hielt er einen Plenarvortrag auf dem Internationalen Mathematikerkongress in Stockholm (Markow-Prozesse und Probleme der Analysis) und 1970 war er Invited Speaker auf dem ICM in Nizza (Entrance and exit spaces for a Markov process), konnte aber in beiden Fällen den Vortrag nicht selbst halten, da er keine Ausreisegenehmigung erhielt.

## Schriften
- mit Wladimir A. Uspenski: Mathematische Unterhaltungen (= Hochschulbücher für Mathematik. Kleine Ergänzungsreihe. 13–15, ZDB-ID 256070-7). 3 Bände (Band 1: Mehrfarbenprobleme.Band 2: Aufgaben aus der Zahlentheorie. Band 3: Aufgaben aus der Wahrscheinlichkeitsrechnung. Irrfahrten, (Markoffsche Ketten).). VEB Deutscher Verlag der Wissenschaften, Berlin, 1955–1956 (und öfter, 5. Auflage 1983).
- Основания теории марковских процессов. Физматгиз, Москва 1959, (deutsch: Die Grundlagen der Theorie der Markoffschen Prozesse (= Grundlehren der mathematischen Wissenschaften. 108). Ins Deutsche übertragen von Josef Wloka. Springer, Berlin u. a. 1961).
- Марковские процессы. Физматгиз, Москва 1963, (deutsch: Markov Processes (= Grundlehren der mathematischen Wissenschaften. 121–122). 2 Bände. Springer, Berlin u. a. 1965).
- mit Александр А. Юшкевич: Теория вероятностей и математическая статистика. Наука, Москва 1967, (deutsch: mit Aleksandr A. Juschkewitsch: Sätze und Aufgaben über Markoffsche Prozesse (= Heidelberger Taschenbücher. 51). Aus dem Russischen übersetzt von K. Schürger. Springer, Berlin u. a. 1969).
- mit Александр А. Юшкевич: Управляемые марковские процессы и их приложения. Наука, Москва 1975, (englisch: mit Aleksandr A. Juschkewitsch: Controlled Markov Processes (= Grundlehren der mathematischen Wissenschaften. 235). Springer, Berlin u. a. 1979, ISBN 0-387-90387-9).
- Markov Processes and Related Problems of Analysis. Selected Papers (= London Mathematical Society. Lecture Note Series. 54). Cambridge University Press, Cambridge 1982, ISBN 0-521-28512-7.
- Selected Papers of E. B. Dynkin with Commentary (= American Mathematical Society. Collected Works Series. 14). Aleksandr A. Yushkevich, Gary M. Seitz, Arkadii L. Onishchik, editors. American Mathematical Society u. a., Providence RI u. a. 2000, ISBN 0-8218-1065-0.
- Diffusions, Superdiffusions and Partial Differential Equations (= American Mathematical Society. Colloquium Publications. 50). American Mathematical Society, Providence RI 2002, ISBN 0-8218-3174-7.
- Superdiffusions and Positive Solutions of Nonlinear Partial Differential Equations (= American Mathematical Society. University Lecture Series. 34). American Mathematical Society, Providence RI 2004, ISBN 0-8218-3682-X.